# Record (quotidiano)
Record è un giornale sportivo portoghese, fondato da Manuel Dias nel 1949, pubblicato a Lisbona. Anche se copre la maggior parte degli sport, il calcio è il punto focale di esso e il principale sport a cui si fa riferimento in copertina; è considerato vicino allo Sporting Lisbona. È diventato quotidiano il 1º marzo 1995.

## Circolazione
Nel 2007, Record è il terzo giornale portoghese più venduto con una tiratura di 74 000 copie. Tra settembre e ottobre 2013 il giornale ha avuto una tiratura di 50 886 copie.
È verosimilmente il principale quotidiano sportivo in Portogallo, con 41 780 copie tra gennaio e agosto 2015.